# Diane a les épaules
Pour plus de détails, voir Fiche technique et Distribution.
Diane a les épaules est un film français réalisé par Fabien Gorgeart, sorti en 2017.

## Synopsis
Diane a accepté de porter l'enfant d'un couple d'amis, Thomas et Jacques. Durant sa grossesse, elle s'installe dans une maison à la campagne pour y faire des travaux avant de la vendre, et elle y fait connaissance de Fabrizio, électricien. C'est dans ce contexte, et au fil des mois de la grossesse de Diane, qu'elle et Fabrizio tombent amoureux.

## Fiche technique
- Titre : Diane a les épaules
- Réalisation et scénario : Fabien Gorgeart
- Musique : Guillaume Baurez
- Photographie : Thomas Bataille
- Montage : Damien Maestraggi
- Décors : Cyril Gomez-Mathieu
- Costumes : Céline Brelaud
- Production : Jean des Forêts
- Société de production : Petit Film
- Société de distribution : Haut et Court
- Pays de production :  France
- Langue originale : français
- Genre : comédie dramatique
- Durée : 87 minutes
- Date de sortie : 
  - France : 15 novembre 2017

## Distribution
- Clotilde Hesme : Diane
- Fabrizio Rongione : Fabrizio
- Thomas Suire : Thomas
- Grégory Montel : Jacques
- Alice Butaud : Amélie
- Olivier Rabourdin : l'hypnothérapeute
- Victor Pontecorvo : le pompier
- Ian McCamy : l'Irlandais